# Василь (Богдашевський)
Дмитро́ Іва́нович Богдаше́вський (Василь; 19 жовтня 1861, Завидів — 1925 (за іншими даними 25 лютого 1933), Київ) — ректор Київської духовної академії, професор, доктор богослов'я, єпископ Канівський Відомства православного сповідання Російської імперії, настоятель Києво-Братського синодального Богоявленського першокласного монастиря. Нагороджений орденами святого Володимира 4-го ступеня — 1910 та 3-го ступеня — 1913, святої Ганни 3-го ступеня — 1897, 2-го ступеня — 1906 та 1-го ступеня — 1916, святого Станіслава 3-го ступеня — 1894 та 2-го ступеня — 1902 року. Також активний діяч московського православ'я в Україні в часи совєцької окупації в сані єпископа, один із противників УАПЦ.

## Біографія
Народився 19 жовтня 1861 року на Волині у родині священика села Завидова Володимирського повіту.
1876 року закінчує Мелецьке духовне училище, 1882 року був першим у випуску Волинської духовної семінарії.
У 1886 році закінчив Київську духовну академію із ступенем кандидата богослів'я. З 1887 року доцент з історії філософії.
Протягом 1887—1890 років виконував обов'язки доцента кафедри історії древньої та новітньої філософії Київської духовної академії, в 1890—1897 — на тій же кафедрі доцент.
1890 року захистився на магастра богослів'я — дисертація «Псевдовчення, викривані в першому посланні святого апостола Іоанна».
З 1897 по 1902 рік працював доцентом кафедрі Святого Письма Нового Заповіту.
В 1902—1905 роках працював на кафедрі екстраординарним професором, з 1905 по 1907 — позаштатний ординарний професор, у 1907—1902 — штатний ординарний професор.
1904 року здобуває звання доктора богословських наук, дисертація «Послання святого апостола Павла до Ефесян. Ісагогіко-екзегетичне дослідження».
З 1909 року працював також інспектором Київської духовної академії. Того ж року померла його дружина.
1910 року почав одночасно бути головним редактором «Праць Київської духовної академії». Того ж року стає дияконом, згодом священик, протоієрей.
1912 року отримує звання заслуженого ординарного професора.
1913 пострижений в монахи, того ж року зведений до сану архімандрита.
З 29 липня 1914 року і до закриття більшовицькою владою був ректором Київської духовної академії. З 6 серпня того ж року — єпископ Канівський та другий вікарій Київської єпархії.
У 1918 році тяжко хворів через недоїдання та мешкання в неопалюваних приміщеннях але посаду ректора не полишив. Керував діяльністю і по тому, як були вилучені навчальні приміщення — заняття проводилися у професури вдома.
Виступав проти автокефалістичного напряму в українському православ'ї, але, разом з тим, був прихильником певних кроків назустріч прихильників українізації церкви, котрі, на його думку, не порушували канонічних норм. З 1918 року був головою Перекладацького комітету при Київській митрополії, завданням якого була робота над перекладом Святого Письма та богослужбових текстів на українську мову. 1920 року був присутнім на богослужінні українською мовою.
1921 року підписує звернення православного єпископату України до віруючих із закликом не визнавати рішень Українського церковного збору Київщини, котрий проголосив автокефалію Української церкви.
1923 року арештований радянською владою, відісланий до Москви, перебував на допитах в Бутирській тюрмі. Протягом 1923—1924 років був на висланні в селі Іжма Зирянського краю.
1924 року повертається до Києва, трохи згодом призначений єпископом Прилуцьким.
З 1926 року — архієпископ Канівський та перший вікарій Київської єпархії.
Згідно одних даних, помер у 1925 році. Був похований у Братському монастирі в Богоявленському соборі біля першого від входу стовпа. Після знищення собору в 1935 році його тлін перенесено на Лук'янівське кладовище (ділянка № 17).
Згідно інших даних, помер в Києві 25 лютого 1933 року — по свідченнях сучасників, від сильного виснаження та напівголодної смерті. Похований на кладовищі Нікольського чоловічго цвинтаря, котрий згодом був знесений разом з обителлю. Його біографію написав митрополит Мануїл (Лемешевський).

## Його праці
- «Вчення про пастирство в повчаннях та посланнях руських мтрополитв 12-14 століть» — 1885,
- «Розгляд древніх та новіших думок, супротивних вченню про Промисел Божий» — 1887,
- «Псевдовчителі, викривані в першому посланні святого апостола Іоанна», Київ, 1890,
- «Нова праця по історії філософії», Київ, 1894,
- «Про взаємне відношення філософії та природознавства», Київ, 1894,
- «З історії грецької філософії», Київ, 1898,
- «Закон та Євангеліє», Київ, 1898,
- «Філософія Канта. Частина 1. Аналіз критики чистого розуму та критики розуму практичного», Київ, 1898,
- «Про Євангелія та євангельську історію», Київ, 1902,
- «Про вивчення книги Діянь Апостольських», Київ, 1902,
- «Послання святого апостола Павла до Ефесян», Київ, 1904,
- «Про церкву», Київ, 1904,
- «Тайна вечеря Господа нашого Ісуса Христа», Київ, 1906,
- «Про особу святого апостола Павла», Київ, 1906,
- «Святий Іоанн Золотоуст по його листах», Київ, 1908,
- «Про християнську благодійність», Київ, 1908,
- «Досліди по вивченню Святого Письма Нового Завіту», другий випуск, Київ, 1909 та 1911,
- "Про причини сучасного безвір"я", Київ, 1910,
- «До вивчення четвертого Євангелія», Київ, 1910,
- «Входження Господнє до Єрусалиму по переказах євангелістів», Санкт-Петербург, 1911,
- «Євангеліє від Матвія (критично-екзегетичне дослідження)», Київ, 1915